# Catherine B. Gulley
Catherine B. Gulley (fl. 1908-1962) was een Britse schilder die woonde en werkte in Bristol. Ze schilderde portretten en taferelen, voornamelijk met waterverf.
Ze was lid van de Royal West of England Academy in Bristol waar ze de meeste van haar werken tentoonstelde. Daarnaast stelde ze meerdere van haar werken tentoon in de Walker Art Gallery in Liverpool, de Royal Acadamy of Arts in Londen, de Royal Society of Artists in Birmingham, en in de Manchester City Art Gallery. Haar meeste werken stelde ze tentoon tussen 1908 en 1928. Alhoewel ze bleef schilderen stelde ze hierna geen werken meer tentoon totdat ze in 1962 nog twee werken tentoonstelde in de Royal Academy. Er is weinig bekend over haar persoonlijk leven, mogelijk is ze gerelateerd aan Mrs. M.E. Gulley (fl. 1915-1931) die in Somerset woonde en ook lid was van de Royal West of England Academy.